# Chaenophryne
Chaenophryne là một chi cá trong Bộ Cá vảy chân.

## Các loài
Hiện hành các loài sau đây được ghi nhận trong chi này
- Chaenophryne draco Beebe, 1932
- Chaenophryne longiceps Regan, 1925: Chiều dài thân của loài cá vảy chân Chaenophryne longiceps có thể đạt tới 17 cm.[2]
- Chaenophryne melanorhabdus Regan & Trewavas, 1932
- Chaenophryne quasiramifera Pietsch, 2007
- Chaenophryne ramifera Regan & Trewavas, 1932